# Spoorlijn 257
Spoorlijn 257 was een Belgische industrielijn die lijn 119 met Charleroi-Noord verbond. De inmiddels opgebroken spoorlijn was 4,2 km lang.

## Geschiedenis
De spoorlijn werd geopend op 1 december 1874. In het verleden heeft de lijn ook het nummer 119C gehad. 

## Aansluitingen
In de volgende plaatsen was er een aansluiting op de volgende spoorlijnen:
Y Noir-Dieu
Spoorlijn 119 tussen Châtelet en Luttre
Spoorlijn 131 tussen Y Noir-Dieu en Bois-de-Nivelles
Y Gilly Quatre Bras
Spoorlijn 263 tussen Y Gilly Quatre Bras en Gilly Quatre Bras
Charleroi-Noord
Spoorlijn 140A tussen Châtelet en Lodelinsart